# Murina fionae
Murina fionae és una espècie de ratpenat de la família dels vespertiliònids. Viu a Laos, el Vietnam i Cambodja. S'alimenta d'insectes. És un ratpenat de petites dimensions, amb una llargada de cap a gropa de 41-54 mm, els avantbraços de 34,5-40,1 mm, la cua de 33,7-40,6 mm, els peus de 7,8-9,3 mm, les orelles de 12,1-15,6 mm i un pes de fins a 6,6 g. Com que fou descoberta fa poc, l'estat de conservació d'aquesta espècie encara no ha estat avaluat formalment.